# Zálesí (Horní Krupá)
Zálesí (dříve Gerštejn německy Gerstein, česky též Krštejn) je malá vesnice, část obce Horní Krupá v okrese Havlíčkův Brod. Nachází se asi 2 km na východ od Horní Krupé. V roce 2009 zde bylo evidováno 20 adres. V roce 2001 zde žilo 38 obyvatel.
Zálesí leží v katastrálním území Horní Krupá u Havlíčkova Brodu o výměře 11,3 km2.

## Galerie

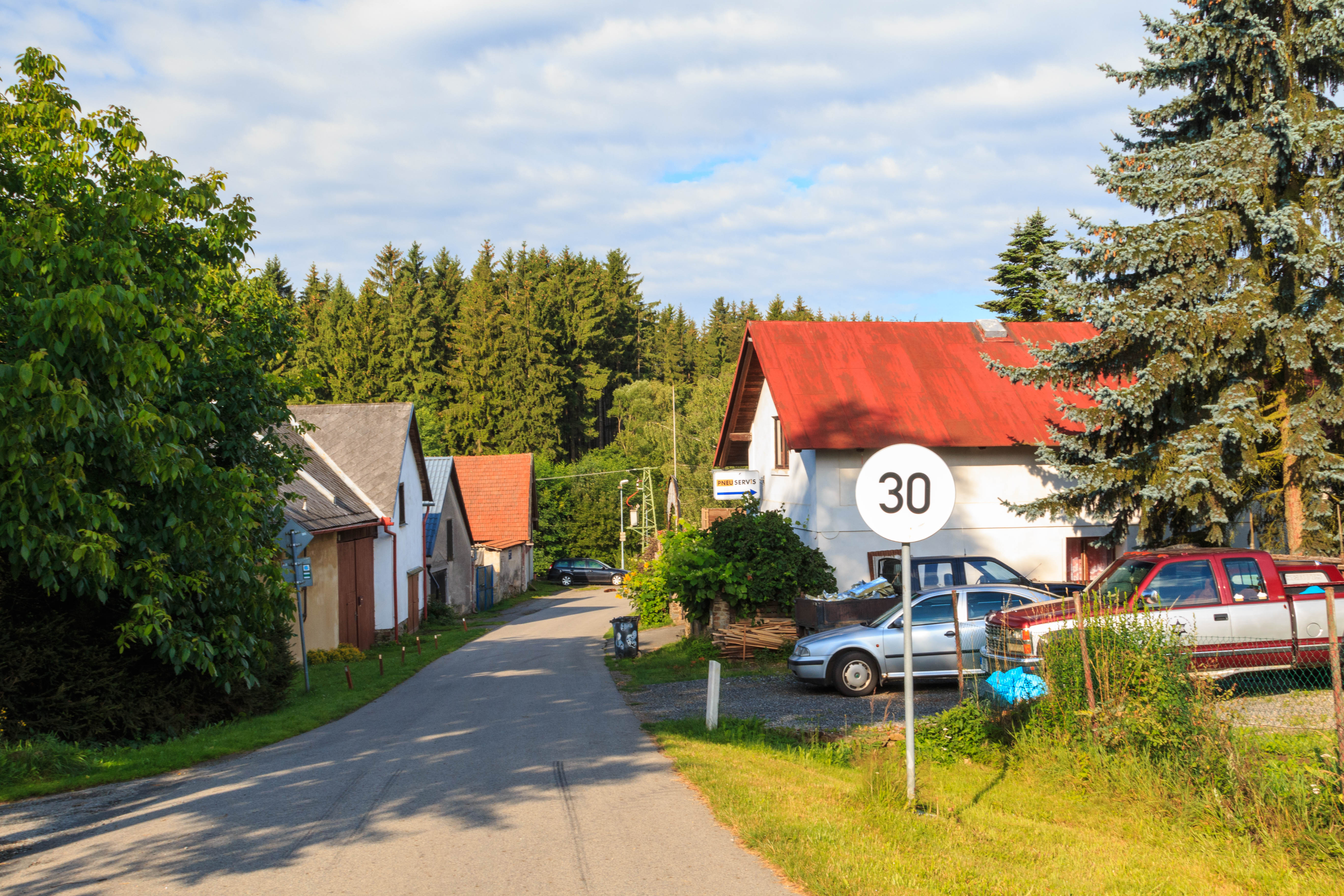
Zálesí u Horní Krupé čp. 2
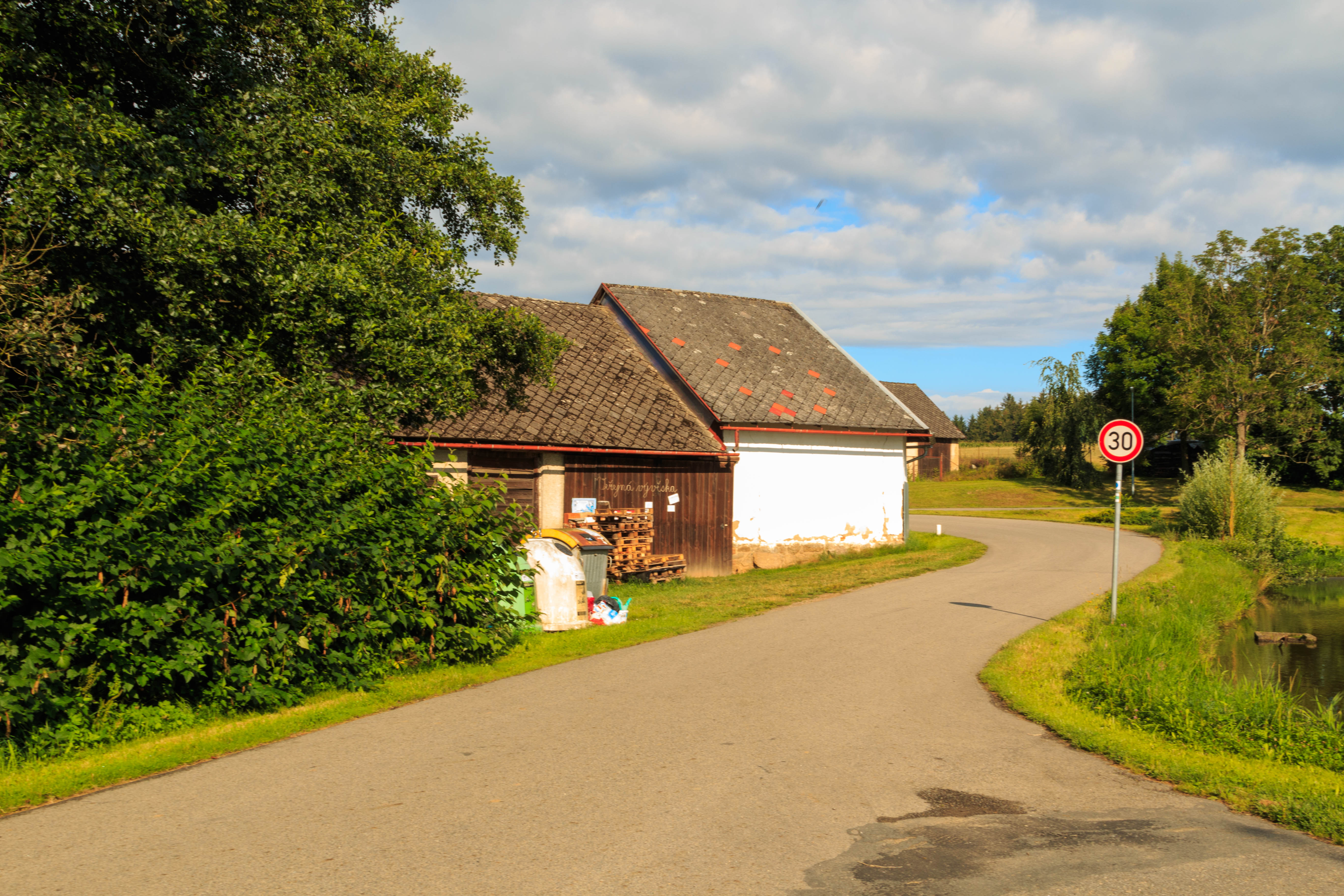
Zálesí u Horní Krupé čp. 4
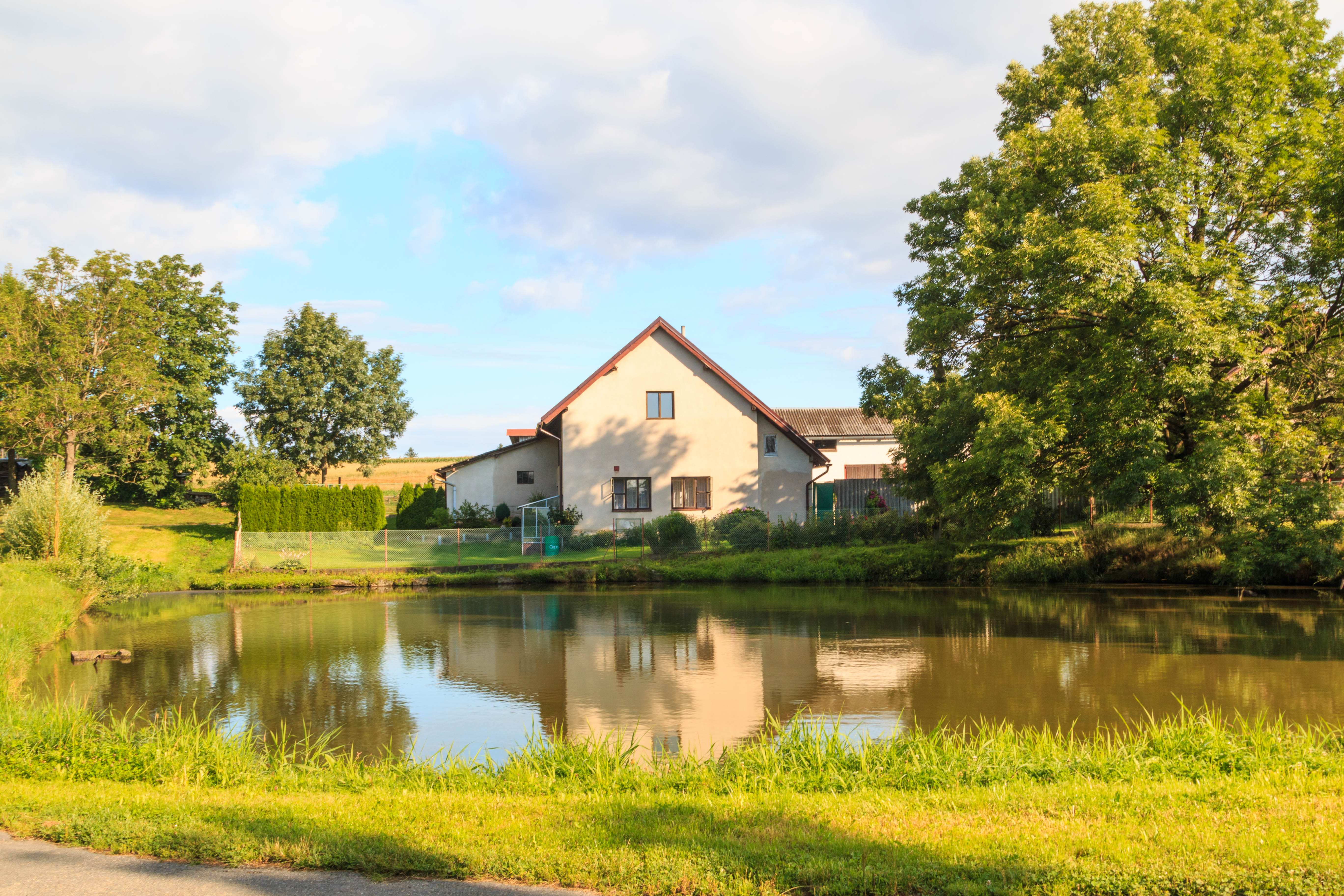
Zálesí u Horní Krupé rybníček
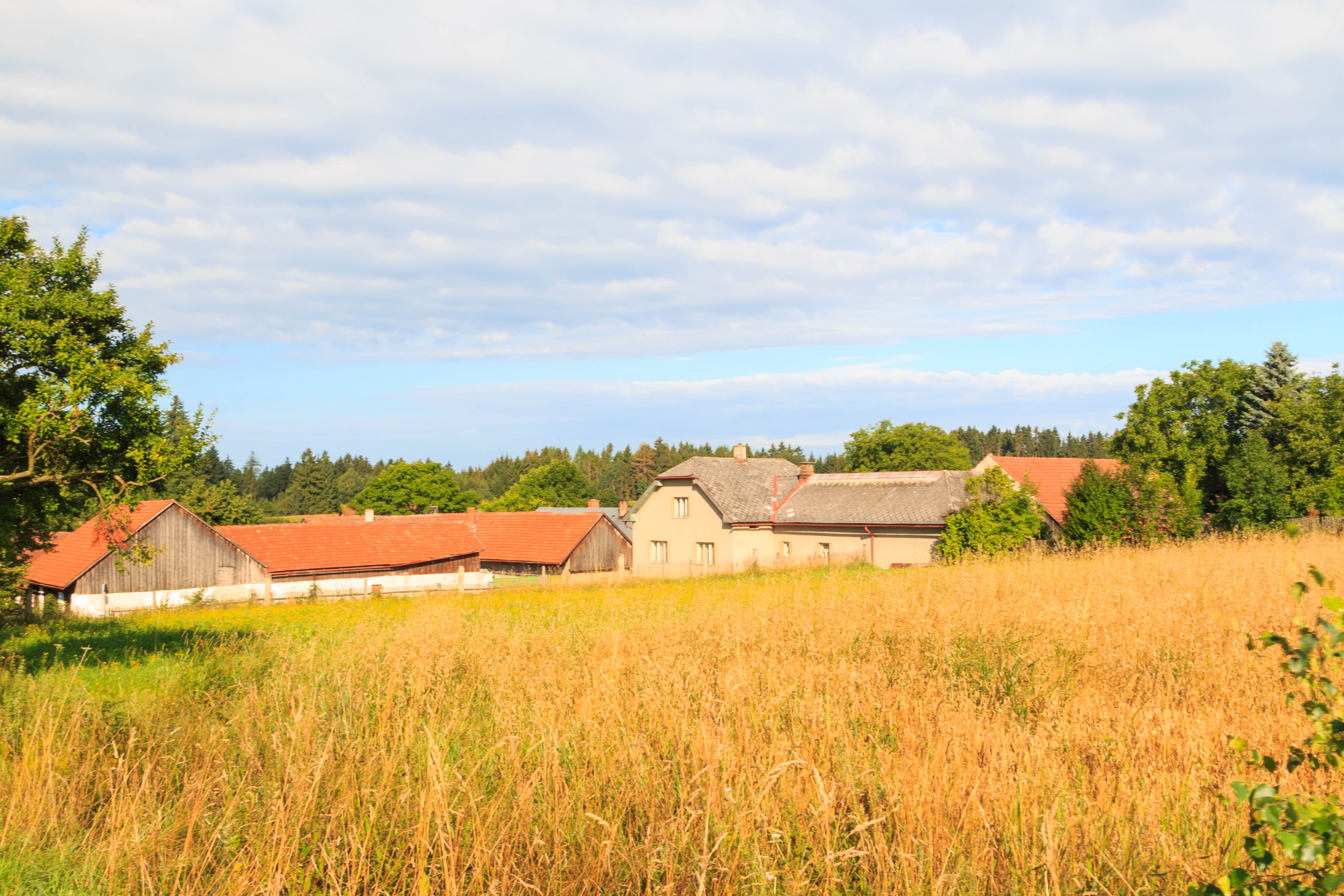
Zálesí u Horní Krupé